# جیمز کلیول
جیمز کِلِیوِل (انگلیسی: James Clavell؛ ۱۰ اکتبر ۱۹۲۱ – ۷ سپتامبر ۱۹۹۴) فیلم‌نامه‌نویس، کارگردان، تهیه‌کننده، پدیدآور، رمان‌نویس و نویسنده اهل استرالیا بود.

## زندگی
جیمز کلیول، یکی از نسل نویسندگان مردی که در بوته جنگ جهانی دوم شکل گرفت، تجربهٔ جنگی بسیار سخت تری نسبت به همتایانش مانند نورمن میلر، جیمز جونز، هرمان ووک، گور ویدال و جی. دی. سلینجر داشت. به عنوان یک مرد جوان تقریباً بیست ساله، در آغاز خصومت‌ها در جنگ اقیانوس آرام، خود را در برابر یورش ژاپن به شبه جزیره مالایا دید. پس از تحقیرآمیزترین شکست بریتانیا در کل جنگ، او سه سال و نیم بعدی را در اردوگاه اسیران جنگی گذراند و شاهد بود که از هر ده سرباز دیگرش بیش از ۹ نفر در اثر سوء تغذیه، بیماری و اعمال تصادفی تسلیم شدند. از خشونت به نحوی از همه چیز جان سالم به در برد و به خانه بازگشت.
در سال ۱۹۵۳، او از زادگاهش انگلستان به هالیوود مهاجرت کرد، به این امید که یک کارگردان سینما شود، او در واقع هیچ‌وقت کارگردان نشد، اما به‌تدریج به‌عنوان یک فیلم‌نامه‌نویس به‌تدریج و با سرسختی تثبیت شد.
رمان‌های او ماجراجویی، هیجان‌انگیز و پر تیتراژ بود، اما فاقد درون‌نگری است. با این حال یک جنبه از کار او وجود دارد که شگفت‌انگیز است، علیرغم سه سال و نیم شکنجه و محرومیتی که به دست اسیرکنندگان ژاپنی متحمل شده بود، واقعاً شیفته فرهنگ و تاریخ آسیایی و به ویژه ژاپنی بود. و هیچ‌کجا این علاقه به اندازه سومین رمان کلیول مشهود نبود، رمانی که از تمام آثار او محبوب‌تر است و اکثر طرفدارانش معتقدند بهترین رمان اوست: شوگون (رمان) ۱۹۷۵.

## گزیدهٔ آثار
- تلخ و شیرین (۲۰۰۷)
- تای‌پَن (۱۹۸۶)
- شوگون (رمان) (۱۹۸۰)
- آخرین دره (۱۹۷۱)
- جک کجاست؟ (۱۹۶۷)
- وسوسه شیطانی (۱۹۶۵)
- فرار بزرگ (۱۹۶۳)